# Bruno-Nazaire Kongaouin
Bruno-Nazaire Kongaouin (Bruno Hazai Kongaouin; * 22. Oktober 1966 in Bangui) ist ein ehemaliger zentralafrikanischer Basketballspieler.

## Karriere
Kongaouin nahm mit der Nationalmannschaft der Zentralafrikanischen Republik bei den Olympischen Sommerspielen 1988 in Seoul teil. Das Team kam auf Rang zehn.
Kongaouin spielte College-Basketball für die Houston Baptist Huskies (1983–1987), dabei zweimal in der Auswahl der All-Trans America Athletic Conference (TAAC). Nach den Olympischen Spielen wurde er kurz vor Beginn der Saison 1988–89 von den Milwaukee Bucks aus der National Basketball Association (NBA) entlassen.
Kongawoin wurde 2016 in die Houston Baptist University Athletics Hall of Honor aufgenommen.